# Distrito de Borken
El Distrito de Borken (en alemán: Kreis Borken) es un Kreis (distrito) alemán que se ubica en el Westmünsterland en la parte noroeste del estado federal de Renania del Norte-Westfalia. Pertenece al Regierungsbezirk de Münster. La capital del distrito es Borken.

## Geografía
El kreis Borken se ubica en el Münsterland tiene una frontera de cerca de 108 Kilómetros de longitud con los Países Bajos. La expansión a lo largo del eje norte-sur es de 57 km, y la máxima a lo largo del eje este-oeste es de 61 km. El monte más alto del distrito es el Monte Schöppinger con una altura de 154 m sobre NN. Con 7 m sobre NN se tiene la zona más baja en Anholt.

## Composición del distrito
| Grandes Ciudades          | Habitantes |
| Bocholt                   | 73.792     |
| Ciudades Medianas         |            |
| Gronau                    | 46.431     |
| Borken                    | 41.134     |
| Ahaus                     | 38.386     |
| Kreisangehörige Gemeinden |            |
| Vreden, ciudad            | 22.705     |
| Stadtlohn, ciudad         | 20.680     |
| Rhede, ciudad             | 19.194     |
| Gescher, ciudad           | 17.141     |
| Reken                     | 14.337     |
| Velen                     | 12.985     |
| Isselburg, ciudad         | 11.279     |
| Raesfeld                  | 11.103     |
| Südlohn                   | 8.990      |
| Heek                      | 8.418      |
| Heiden                    | 8.168      |
| Schöppingen               | 7.725      |
| Legden                    | 6.803      |

Estatus: 30 de junio de 2006